# Ikram Antaki
Ikram Antaki Akel (Damasco, 9 de julio de 1948 - Ciudad de México, 31 de octubre de 2000), conocida como Ikram Antaki fue una maestra, antropóloga y escritora siria inmigrada a México, donde radicó hasta su muerte.

## Biografía
Nació en la ciudad de Damasco, Siria, el 9 de julio de 1948. Su madre era experta y amante de la literatura rusa del siglo XIX y su abuelo fue el último gobernador turco de Antioquía y tuvo el valor de salvar a miles de armenios durante el genocidio armenio en Turquía. A los cuatro años ingresó a una escuela de monjas franciscanas francesas donde cursó la educación básica y el bachillerato. Posteriormente emigró al país galo para estudiar literatura comparada, antropología social y etnología del mundo árabe en la Universidad de París VII(7) Denis Diderot. En 1975, según palabras de la escritora, se propuso viajar "hasta el fin del mundo". Abrió un compás y colocó uno de los extremos en su ciudad natal y la otra en el punto más alejado posible, el cual resultó ser México, país del cual adoptaría la ciudadanía y en el cual residiría hasta su muerte.
Antaki publicó 29 libros en español, francés y árabe. Durante su estancia en México colaboró en los canales (en ese entonces oficiales) 11 y 13 de la televisión en programas al lado de personajes de la talla de Ricardo Garibay y María Pia, y adquirió popularidad gracias a sus intervenciones en el noticiero radiofónico Monitor de José Gutiérrez Vivó y muy especialmente con la producción de sus propios programas: El Banquete de Platón y El Ágora. Sus opiniones solían ser poco ortodoxas. En su opinión, la generación de jóvenes que participó en el movimiento estudiantil de 1968 había sido la más pobre intelectualmente en el México del siglo XX. Opinaba también que la democracia no tenía lugar en la familia ni en la escuela y que los plebiscitos eran un invento del fascismo.
Quienes la trataron la describen como una persona sumamente reservada. Sus lectores, por otro lado, destacan la amenidad de sus textos y conferencias, la profundidad de sus investigaciones y la originalidad de su carácter. Antaki, por otra parte, se definía como maestra, no como escritora. Ikram Antaki recibió el premio Magda Donato en 1989 y Premio Juchimán de Plata en 1991.
Antaki falleció el 31 de octubre de 2000 en la Ciudad de México. Le sobrevive un único hijo, el también escritor, Maruan Soto Antaki.

## Frases célebres
- "Accede al conocimiento y conocerás la tristeza"
- "En la vida terminamos siendo los libros que leemos y los amigos de los que nos rodeamos."
- "El hombre es el medicamento del otro hombre."
- "Nací dos veces maldita, nací mujer y nací en un país musulmán"
- "A cada quien escoger donde quiere ubicarse: en la tranquilidad del borrego o en la madeja de preguntas de su dignidad de hombre."
- "Creo que si me muero en este momento, dos libros se quedarán de mí: El espíritu de Córdoba y El pueblo que no quería crecer"
- "En relación con los problemas del espíritu todo se acepta. Aventúrense cuando puedan. Pero no se aventuren en experiencias en los hombres porque los harán sufrir."
- "Es hipócrita hablar de acabar con la injusticia. Lo único que podemos hacer es hablar de equidad: dar las posibilidades para que los hombres hagan las cosas si es que pueden hacer las cosas."
- "El mejor camino para llegar al odio del otro, al racismo, a la xenofobia, a la intolerancia, es empezar por el autodesprecio. Uno empieza por odiar a su propio pueblo, luego empieza a odiar a todos los demás."
- "La vida no se hace por simple voluntad y decisiones. Se hace a menudo por azares. Además, uno no recomienza su vida sin cesar. No hace a los cincuenta lo que hizo a los veinte."
- "Las conmemoraciones no son más que un espectáculo de la memoria... y yo no cultivo espectáculos, ¡cultivo memoria!
- "El civismo es una virtud privada, de utilidad pública"
- "Actuar es escapar a la decadencia de las cosas"
- "No puedo estar a favor de la pena de muerte por la sencilla razón de que nosotros no matamos, queremos vivir, amamos la vida y sabemos el poder de nuestras acciones, matar a alguien es atentar contra sí mismo"

## Libros publicados
- Deir Atieh (1973). París. Ensayo de antropología rural en francés.
- Las aventuras de Hanna en buena salud hasta su muerte (1975) Beirut (en árabe)
- Encuentro con Yasser Arafat. (1980) México. Entrevista.
- Las aventuras de Hanna en la historia (1984) México. Poesía.
- Poemas de los judíos y los árabes (1989) México. Poesía.
- La cultura de los árabes (1989) México. Ensayo.
- La pira (1990) México. Poesía.
- La tercera cultura. Nuestras raíces islamo-árabes (1990) México. Libro de arte.
- El libro de la casa-tierra (1991) México. Libro de arte.
- Epiphanios (1992) México. Poesía .
- El secreto de Dios (1992) México. Novela.
- Segundo renacimiento. Pensamiento y fin de siglo (1992) México. Ensayo.
- El espíritu de Córdoba (1994) México. Novela.
- El banquete de Platón cinco volúmenes Historia, Religión, Filosofía, Ciencia, Grandes temas. Primera serie (1996-1997) México.
- El banquete de Platón seis volúmenes Historia, Ciencia, Religión, Filosofía, Arte, Grandes temas. Segunda serie (1998) México.
- El banquete de Platón tres volúmenes Religión, Espiritualidad, Temas morales. Tercera serie póstuma (2000) México.
- El pueblo que no quería crecer  (1996) México. Ensayo con el seudónimo de Polibio de Arcadia.
- Celebrar el pensamiento (1999) México. Citas.
- Simbiosis de cultura, los inmigrantes y su cultura en México (1993) México. Ensayo.
- El consumo a final del milenio (1997) México. Ensayo.
- Manual del ciudadano contemporáneo (2000) México. Ensayo.
- A vuelta del milenio (2000) México. Ensayo póstumo.